# Parker Peak (Mac-Robertson-Land)
Der Parker Peaks ist ein 1325 m hoher Berggipfel im ostantarktischen Mac-Robertson-Land. In den Prince Charles Mountains ragt er als höchste Erhebung eines Gebirgskamms im südlichen Teil des Clemence-Massivs an der Ostflanke des Lambert-Gletschers auf.
Wissenschaftler einer Kampagne der Australian National Antarctic Research Expeditions zur Untersuchung der Prince Charles Mountains errichteten hier eine Vermessungsstation. Das Antarctic Names Committee of Australia benannte ihn nach Alan D. Parker, einem Techniker, der an dieser Kampagne beteiligt war.